# ترتيب طوبولوجي
في الفيزياء، الترتيب الطوبولوجي (بالإنجليزية: Topological order)‏ هو نوع من ترتيب أطوار المادة في مرحلة درجة حرارة-الصفر (المعروفة أيضًا بالمادة الكمومية). من الناحية العيانية، يعرف الترتيب الطوبولوجي ووصفه من خلال درجة حرية أرضية وأطوار هندسية غير أبيلية لحالات درجات الحرية الأرضية. من الناحية المجهرية، يتوافق الترتيب الطوبولوجي مع أنماط التشابك الكمي بعيد المدى. لا يمكن أن تتغير الحالات ذات الترتيب الطوبولوجي المختلفة (أو أنماط مختلفة من التشابك بعيد المدى) إلى بعضها البعض دون تحول الطور.